# Manissa (província)
Manisa ou Manissa é uma província e área metropolitana do oeste da Turquia, situada na região do Egeu, com capital na cidade homónima. Tem 13 339 km² de área e em dezembro de 2021 tinha 1 456 626 habitantes (densidade: 109,2 hab./km²).

## Distritos
A província está nos seguintes distritos. A capital, Manisa tem dois distritos: Şehzadeler e Yunusemre.
- Ahmetli
- Akhisar
- Alaşehir
- Demirci
- Gölmarmara
- Gördes
- Kırkağaç
- Köprübaşı
- Kula
- Salihli
- Sarıgöl
- Saruhanlı
- Şehzadeler
- Selendi
- Soma
- Turgutlu
- Yunusemre